# Élections générales britanno-colombiennes de 1903
L'élection britanno-colombienne de 1903 est tenue le 3 octobre 1903 afin d'élire à l'Assemblée législative de la Colombie-Britannique (Canada) les députés de la 10e législature. Il s'agit de la 10e élection générale depuis l'adhésion de la province à la confédération canadienne en 1871.

## Contexte
Cette élection est la première à se dérouler par partis politiques en Colombie-Britannique. Avant cette élection, la politique de la Colombie-Britannique était non-partisane. Cette première élection est dominée par les partis libéral et conservateur, affiliés avec les partis existant au niveau fédéral (le Parti libéral du Canada et le Parti conservateur du Canada.
Le Parti conservateur de la Colombie-Britannique reçoit plus de 46,4 % du vote populaire et remporte une mince majorité de sièges à l'Assemblée législative.

## Résultats
| Parti                  | Parti              | Chef                      | # de candidats | Sièges | Voix   | Voix    |
| ---------------------- | ------------------ | ------------------------- | -------------- | ------ | ------ | ------- |
| Parti                  | Parti              | Chef                      | # de candidats | Élus   | #      | %       |
|                        | Conservateur 1     | Sir Richard McBride       | 41             | 22     | 27 913 | 46,43 % |
|                        | Libéral 1          | James Alexander MacDonald | 39             | 17     | 22 715 | 37,78 % |
|                        | Socialiste         |                           | 10             | 2      | 4 787  | 7,96 %  |
|                        | Ouvrier ²          |                           | 5              | 1      | 4 421  | 7,36 %  |
|                        | Socialiste ouvrier |                           | 1              | -      | 284    | 0,47 %  |
| Total                  | Total              | Total                     | 95             | 42     | 60 120 | 100 %   |
| Sources : Élections BC |                    |                           |                |        |        |         |

Notes :
1 1 libéral et 1 conservateur élus sans opposition
² Il n'y avait pas de « parti ouvrier » en tant que tel. Chacune des trois circonscriptions électorales avec un candidat ouvrier (Nanaimo, Slocan et Vancouver City) avaient leur propre Parti ouvrier local et autonome. De plus, certains candidats libéraux semblent avoir fait campagne en tant que « libéraux ouvriers » (dans Atlin, Victoria et Ymir).

## Source
- (en) Cet article est partiellement ou en totalité issu de l’article de Wikipédia en anglais intitulé « British Columbia general election, 1903 » (voir la liste des auteurs).